# Glenea humeroinvittata
Glenea humeroinvittata é uma espécie de escaravelho da família Cerambycidae. Foi descrito por Stephan von Breuning em 1956.  É conhecida a sua existência em Borneo.